# ماركو كوخ
ماركو كوش (بالألمانية: Marco Koch)‏ هو سباح ألماني، ولد في 25 يناير 1990 في دارمشتات في ألمانيا.

## روابط خارجية
- ماركو كوش على موقع الاتحاد الدولي للسباحة (الإنجليزية)
- ماركو كوش على موقع SwimRankings.net (الإنجليزية)
- ماركو كوش على موقع اللجنة الأولمبية الدولية (الإنجليزية)
- ماركو كوش على موقع أوليمبيديا (الإنجليزية)
- ماركو كوش على موقع اللجنة الأولمبية الألمانية (الألمانية)